# La Chanson de Fortunio

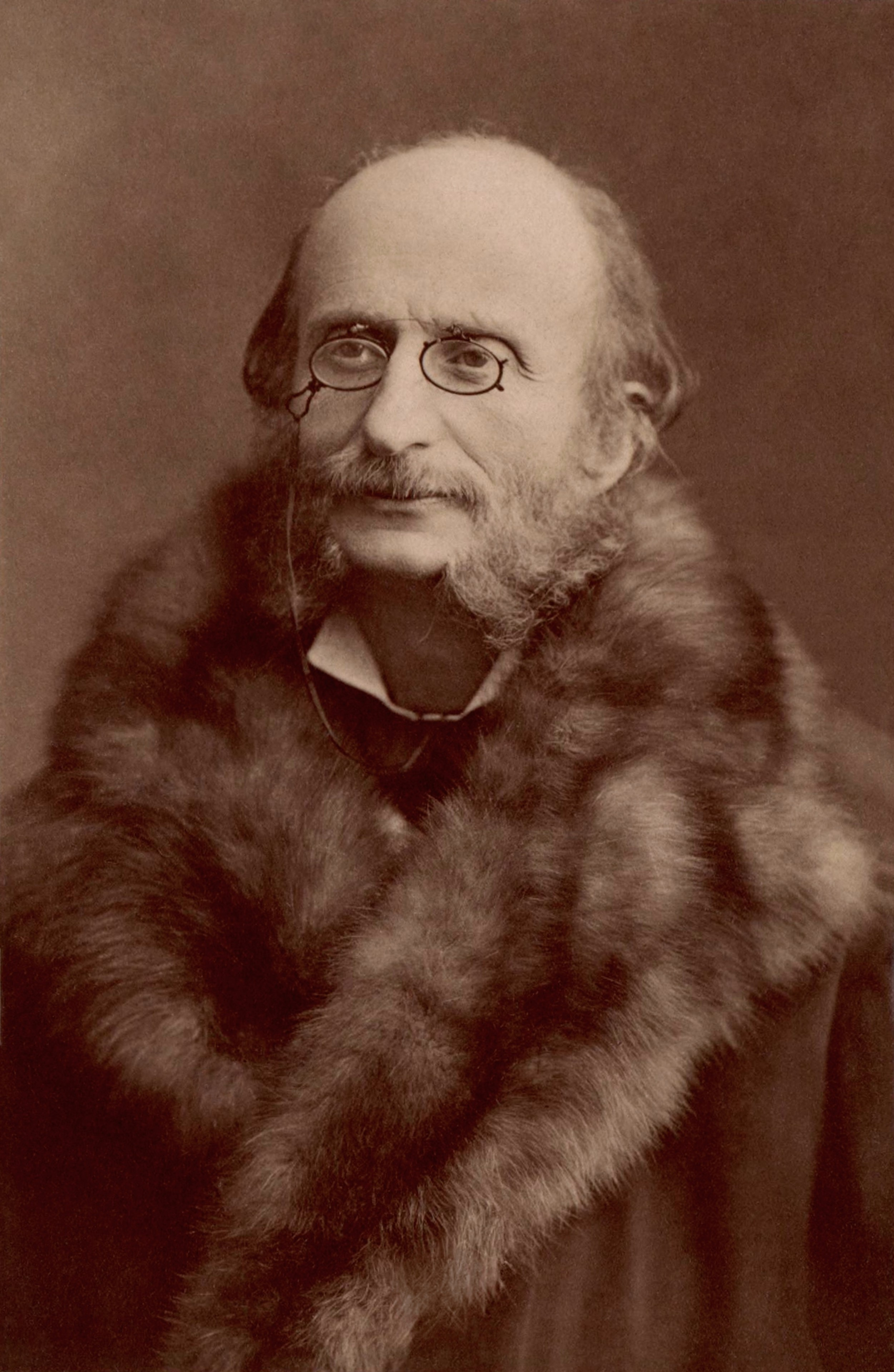
Jacques Offenbach

La Chanson de Fortunio (Fortunios visa) är en kort opéra-comique (operett) i en akt med musik av Jacques Offenbach och libretto av Ludovic Halévy och Hector Crémieux. Musiken komponerades på en vecka och repetitionerna var också klara på en vecka. Succén var välkommen efter fiaskot med Barkouf två veckor tidigare.

## Historia
Operetten har aldrig ingått i standardrepertoaren men trots det, och särskilt vid tiden före Första världskriget, förblev titelsången enormt populär att framföra och författaren som skrev Offenbachs nekrolog i The Times ansåg att sången var ett av hans bästa verk vid sidan av Orfeus i underjorden och Storhertiginnan av Gérolstein – med Sköna Helena tätt följt efter dessa "på ett visst avstånd".
Offenbach hade komponerat Fortunios visa (akt II, scen 3) till pjäsen Le Chandelier (1835) av Alfred de Musset med anledning av en nyuppsättning av pjäsen 1850 på Comédie-Française och senare ingick sången i samlingen Les Voix mystérieuses från 1853. Librettisterna byggde sin text runt denna sång med historien som en sorts efterföljare till pjäsen och där sången kan höras i ouvertyren.
Kompositören André Messager komponerade sin opera Fortunio (1907) efter Mussets pjäs; Fortunios visa från det verket användes också av Tjajkovskij som en av hans sex Romanser, Op. 28.

## Uppförandehistorik
Premiären ägde rum i Salle Choiseul på Théâtre des Bouffes-Parisiens i Paris den 5 januari 1861. I Wien skedde premiären den 25 april och verket fortsatte att spelas i Paris under 1861 och 1862; den gavs i Tyskland i Bad Ems påföljande år.
Därefter gavs operetten runt Europa och på andra ställen: Bryssel och Berlin 1861; Budapest, Prag och Graz 1862; Sankt Petersburg 1864 (och 1905), New York och Basel 1867, Milano 1868 och London 1871 (och 1907).
Den svenska premiären ägde rum den 17 oktober 1862 på Gustavianska operahuset i Stockholm. Med titeln Fortunios visa spelades den 15 föreställningar fram till 1922.
1981 spelade Sveriges Television in den med Gunnar Björnstrand som Maitre Fortunio.
State Opera of South Australia gav operetten 2015 i en dubbelföreställning med Mozarts Bastien und Bastienne.

## Personer
| Roller                                | Röststämma  | Premiärbesättning 5 januari 1861 (Dirigent: Jacques Offenbach) | Svensk premiärbesättning 17 oktober 1861 (Dirigent: Ludvig Norman) |
| ------------------------------------- | ----------- | -------------------------------------------------------------- | ------------------------------------------------------------------ |
| Fortunio, en advokat                  | baryton     | Désiré                                                         | Carl Johan Uddman                                                  |
| Laurette, hans hustru                 | sopran      | Marguerite Chabert                                             | Ida Landelius                                                      |
| Landry, en tjänsteman                 | sopran      | Taffanel                                                       | E. Lundeqvist                                                      |
| Guillaume, en tjänsteman              | sopran      | Rose-Deschamps                                                 | Frk. Pohl                                                          |
| Saturnin, en tjänsteman               | sopran      | Nordi                                                          | A. Sandberg                                                        |
| Sylvain, en tjänsteman                | sopran      | Lecuver                                                        | Hilma Ellmin                                                       |
| Valentin, en tjänsteman till Fortunio | sopran      | Pfotzer                                                        | Charlotta Strandberg                                               |
| Babet, Fortunios kock                 | mezzosopran | Baudoin                                                        | Zelma Hedin                                                        |
| Friquet, en yngre tjänsteman          | tenor       | Debruille-Bache                                                | Victor Dahlgren                                                    |

## Handling
Plats: Trädgården till Fortunios hus i Lorraine
Tid: 1600-talet
Maître Fortunio, en älde advokat, är gift med en ung och vacker kvinna (Laurette).
För många år sedan, när han var en ung tjänsteman, förförde Fortunio sin arbetsgivares hustru med hjälp av en särskilt förförisk sång. Fortunio minns fortfarande händelsen och han börjar misstänka att hans unga hustru är otrogen. Hans andre notarie Valentin har mycket riktigt förälskat sig i Laurette men den unge mannens blyghet förhindrar en vidare passion.
Fortunio anklagar hustrun för otrohet och överväger att avskeda Valentin. Under tiden har tjänstemännen upptäckt den gamla sången och de börjar sjunga den. Fortunio inser att hans hyckleri har uppdagats. Sången har inte förlorat sin styrka, vilket visar sig då alla tjänstemännen plötsligt har attraherat nya flickvänner.

## Musiknummer
- Ouvertyr
- Couplets de Laurette: "Prenez garde à vous"
- Ensemble du pain et des pommes: "Il est parti..."; Chanson à boire: "La belle eau claire"
- Couplets du petit Friquet
- Ronde des clercs: "Autrefois, aujourd'hui"
- Couplets de Valentin: "Je t'aime"
- Duo, ensemble, couplets; valse des clercs "Toutes les femmes sont à nous"
- Duo et chanson de Fortunio
- Scène final